# Södermanlands läns södra valkrets
Södermanlands läns södra valkrets var i riksdagsvalen till andra kammaren 1911-1920 en särskild valkrets med fyra mandat. Området uppgick från och med valet 1921 i Södermanlands läns valkrets.

## Riksdagsmän

### 1912–första riksmötet 1914
- Carl Carlson Bonde, lib s
- Malcolm Juhlin, lib s
  - Gustaf Olsson, lib s (1914)
- Johan Bärg, s
- Carl Johansson, s

### Andra riksmötet 1914
- Gösta Tamm, fris f
- Malcolm Juhlin, lib s
- Johan Bärg, s
- Carl Johansson, s

### 1915–1917
- Gösta Tamm, högervilde 1915–1916, lmb 1917
- Gustaf Olsson, lib s
- Johan Bärg, s
- Carl Johansson, s

### 1918–1920
- Algot Jungnell, lib s
- Gustaf Olsson, lib s
- Johan Bärg, s
- Carl Johansson, s

### 1921
- Oskar Jonson, lmb
- Gustaf Olsson, lib s
- Johan Bärg, s
- Carl Johansson, s